# Mariusz Jaskólski (chemik)
Mariusz Jaskólski (ur. 15 czerwca 1952 w Inowrocławiu) – polski chemik, profesor nauk chemicznych, pracownik naukowy Uniwersytetu im. Adama Mickiewicza w Poznaniu i Instytutu Chemii Bioorganicznej PAN, członek rzeczywisty Polskiej Akademii Nauk.

## Życiorys
Specjalizuje się w krystalografii i biologii strukturalnej. W 2001 wraz ze współpracownikami wyjaśnił sposób powstawania w mózgu agregatów amyloidowego ludzkiego białka – cystatyny C.
Ukończył studia na Uniwersytecie im. Adama Mickiewicza w Poznaniu. Tam też obronił doktorat w 1979. W 1988 odbył staż w Narodowym Instytucie Raka w USA. W 1994 roku założył pierwsze w Polsce laboratorium krystalografii białek, Centrum Badań Biokrystalograficznych w Instytucie Chemii Bioorganicznej PAN. W 1997 otrzymał tytuł profesora nauk biologicznych.
W 2002 został członkiem korespondentem Polskiej Akademii Nauk, a w 2016 członkiem rzeczywistym. W roku 2002 został uhonorowany Nagrodą Fundacji na rzecz Nauki Polskiej. Jest także laureatem Nagrody im. W. Świętosławskiego (1976) oraz Nagrody im. W. Trzebiatowskiego (1988). W roku 2015 wraz z Alexandrem Wlodawerem został laureatem pierwszej edycji Amerykańsko-Polskiej Nagrody Naukowej przyznanej przez FNP i AAAS. W 2015 otrzymał Perłę Honorową Polskiej Gospodarki (w kategorii nauka), przyznawaną przez redakcję Polish Market.
Odznaczony Srebrnym Krzyżem Zasługi (1998), Medalem im. Jana Zawidzkiego (2003) oraz Medalem im. Jędrzeja Śniadeckiego (2015).